# Халсбери
Халсбери (на шведски: Hallsberg) е град в централна Швеция, лен Йоребру. Главен административен център на едноименната община Халсбери. Намира се на около 160 km на югозапад от столицата Стокхолм и на около 30 km на югозапад от Йоребру. ЖП възел. Населението на града е 7122 жители според данни от преброяването през 2010 г.